# 大伴伯麻呂
大伴 伯麻呂（おおとも の おじまろ/はかまろ）は、奈良時代の公卿。参議・大伴道足の子。官位は従三位・参議。

## 経歴
孝謙朝の天平勝宝2年（750年）従五位下に叙爵。天平勝宝4年（752年）東大寺の大仏開眼供養会で久米舞の舞頭を務め、同年上野守に任ぜられる。天平勝宝8歳（756年）聖武上皇崩御に際して山作司を務めた。しかし、藤原仲麻呂政権下では最末年の天平宝字8年（764年）正月に伊豆守に任ぜられた程度で官職に就いた記録に乏しい。
同年発生した藤原仲麻呂の乱終結後まもない10月に左衛士佐に任ぜられると、翌天平神護元年（765年）正月に従五位上・右少弁、天平神護2年（766年）道鏡が法王に任ぜられてまもない11月に正五位下、さらに同年12月には称徳天皇の西大寺行幸に際し正五位上に叙任されるなど、称徳朝では一転して順調に昇進する。神護景雲3年（769年）従四位下・員外左中弁に叙任される。また、同年12月には新羅使に対して来朝理由を問うために大宰府に派遣されている。
宝亀元年（770年）光仁天皇の即位後右中弁に任ぜられ、翌宝亀2年（771年）他戸親王の立太子に際してその春宮亮を兼ねる。光仁天皇の寵遇を受け、宝亀2年（771年）従四位上、宝亀6年（775年）正四位下と順調に昇進する傍ら宮内卿を務め、宝亀9年（778年）には参議に任ぜられ公卿に列した。宝亀10年（779年）左大弁を兼ねる。また、宝亀11年（780年）には新羅使に対して天皇の勅を伝える役を務めた。
天応元年（781年）桓武天皇の即位ののち正四位上に叙せられ、衛門督・中宮大夫を兼任する。また、同年12月に光仁上皇が崩御すると御装束司を務めた。
天応2年（782年）正月に従三位に昇叙されるが、同年2月3日薨去。享年65。最終官位は参議従三位中宮大夫兼衛門督。一説では同年正月に発生した氷上川継の乱に連座して解官されたともいう。

## 人物
非常に心構えがしっかりしていた。酒宴においてよく飲み談話したという。

## 官歴
注記のないものは『続日本紀』による。
- 時期不詳：正六位上
- 天平勝宝2年（750年） 8月5日：従五位下
- 天平勝宝4年（752年） 11月3日：上野守
- 天平勝宝8歳（756年） 5月3日：山作司（聖武上皇崩御）
- 天平宝字8年（764年） 正月21日：伊豆守。10月20日：左衛士佐
- 天平神護元年（765年） 正月7日：従五位上。正月11日：右少弁[4]。9月24日：装束司。
- 天平神護2年（766年） 11月5日：正五位下。12月12日：正五位上
- 天平神護3年（767年） 2月28日：造西大寺司次官。7月19日：兼駿河守
- 神護景雲2年（768年） 7月1日：遠江守
- 神護景雲3年（769年） 4月24日：従四位下。5月9日：員外左中弁。8月19日：員外右中弁
- 宝亀元年（770年） 10月23日：右中弁
- 宝亀2年（771年） 正月23日：兼春宮亮（皇太子・他戸親王）。11月25日：従四位上
- 宝亀5年（774年） 9月4日：宮内卿
- 宝亀6年（775年） 正月16日：正四位下
- 宝亀7年（776年） 9月10日：兼越前守
- 宝亀9年（778年） 正月9日：参議
- 宝亀10年（779年） 11月28日：左大弁
- 天応元年（781年） 4月15日：正四位上。5月7日：兼衛門督。5月17日：兼中宮大夫。12月23日：御装束司（光仁上皇崩御）
- 天応2年（782年）正月：従三位[4]。閏正月13日：解官?[4]。2月3日：薨去（参議従三位中宮大夫兼衛門督）

## 系譜
- 父：大伴道足[5]
- 母：不詳
- 生母不明の子女
  - 男子：伴弥嗣[6]（761-823）